# Adam Bowen
Adam Bowen, född 1974 eller 1975, är en amerikansk affärsman som är medgrundare (tillsammans med James Monsees) och teknikchef till e-cigarett företaget Juul Labs. 
Bowen har en fysik kandidatexamen ifrån Pomona College och masterexamen produktdesign ifrån Stanford University. 
I december 2018, efter att företaget  Altria som är ett amerikanskt multinationellt tillverkningsföretag som är världens största tillverkare av tobaksprodukter och en av världens största tillverkare av livsmedel tog en andel på 35% i Juul. Efter Altrias investering ökade Bowens nettovärde från uppskattningsvis 730 miljoner dollar till mer än 1,1 miljarder dollar. Efter efterföljande nedskrivning av värdet av Juul, Forbes inte längre betraktar Bowen en miljardär som av 2020
Bowen är gift och har tre barn och bor i San Mateo, Kalifornien.